# 巨勢派
巨勢派（こせは）は、平安時代初期から室町時代を経て、明治時代まで連なる絵師の一族である。
この流派は他の流派のように統一した画風を表すものではなく、あくまで巨勢金岡に始まる家系・一門の画系を指す。巨勢派は、鎌倉時代までは「宮廷絵師」であり主に仏画を描いていたが、他の流派に押されるようになった。後に第十二世永有が興福寺大乗院の絵仏師になって以降、子孫と絵仏師として家系を繋いだ。大乗院の絵仏師としての巨勢家は「室町末期」までしか確認できないが、江戸時代に入っても巨勢家が大乗院の絵仏師の任にあったと推定されている。
巨勢公望の門人春日基光は土佐派の流祖となった。

## 巨勢派歴代
第1世巨勢金岡（こせの かなおか）
大和絵の創始者にして、その家系は古代の名族巨勢氏の家系に連なる。貞観～延喜年間に活躍。
第2世巨勢相覧（こせの おうみ）
金岡の長子。『源氏物語』「絵合」に「（竹取物語の）絵は巨勢の相覧、手（詞書）は紀貫之書けり」とある。
第3世巨勢公忠（こせの きんただ）
金岡の次子。『日本紀略』により天暦三年（949年）に皇命にて御屏風八帖を画いたと知られる。
第4世巨勢公望（こせの きんもち）
金岡の第三子。『源氏物語』「絵合」に「大極殿の儀式…公茂（公望）が仕れるが…」とある。
第5世巨勢広貴（こせの ひろたか）(*)弘高・広高と同じ。
深江（公望の子）の子。『権記』長保四年(1002)花山上皇の勅にて書写山性空上人を画かしめたと知られる。
第6世巨勢是重（こせの これしげ）
広貴の子。
第7世巨勢信茂（こせの のぶもち）
是重の子。
第8世巨勢宗茂（こせの むねもち）
信茂の子。
第9世巨勢益宗（こせの ますむね）
宗茂の子。
第10世巨勢有宗（こせの ともむね）
益茂の子。
第11世巨勢宗久（こせの むねひさ）
有宗の子。
第12世巨勢永有（こせの ながもち）
宗久の子。
第13世巨勢光康（こせの みつやす）
永有の長子。正応年間に活躍。代表作は『地蔵尊霊験絵巻』（本絵巻の賛詞は卜部兼好）。
第14世巨勢有家（こせの ともいえ）
光康の長子。『石清水八幡遷座縁起絵』は彼の作品であると伝える。
第15世巨勢有康（こせの ともやす）
光康の次子。代表作『紙本著色高野大師行状図』。
第16世巨勢堯尊（こせの ぎょうそん）
有尊（永有の次子）の長子。
第17世巨勢堯儼（こせの ぎょうごん）
尭尊の子。一乗院絵仏師。代表作『神像板絵』（薬師寺所蔵）。
第18世巨勢有誉
有厳の長子（有尊の次子堯有の子）。大乗院絵仏師。式部法橋とあるも特段の伝承もなし。
第19世巨勢行有
有厳の次子（有尊の次子堯有の子）。大乗院絵仏師。信濃法眼。
第20世巨勢専有
行有の子。大乗院絵仏師。筑前法橋。
第21世巨勢源有
専有の子。大乗院絵仏師。三川法師。
第22世巨勢重有
源有の子。大乗院絵仏師。筑前法眼。
第23世巨勢長有
重有の子。大乗院絵仏師。筑前法橋。
第32世巨勢金親

第33世巨勢小石（こせ しょうせき）
本名は八田金起。金親の子。東京美術学校（現東京芸術大学）教授。仏画の家系であるが、土佐派の画を学んだ。